# Alejandro Ruiz de Tejada
Alejandro Ruiz de Tejada (Hiendelaencina (Guadalajara), 1864 – Madrid, 1936) fue un violonchelista español. Ingresó en la Escuela Nacional de Música de Madrid en octubre de 1876, continuando sus estudios hasta la terminación del año escolar de 1883; durante este período sobresalió en el estudio de las asignaturas de solfeo y composición, y muy principalmente en la de violonchelo, que estudió con el Maestro Mirecki y en la que alcanzó por unanimidad el primer premio. Ganó inmediatamente después, en público certamen, una pensión para completar sus conocimientos en el extranjero, y entró en el Conservatorio de París el mismo año en que aquí terminó sus estudios; y en el primer concurso en que se presentó optando a premio, fue honrado con el primero, caso rarísimo para un español. Según confesión del profesor de violonchelo del Conservatorio de París, Jules Delsart, en cuanto a su escuela, «la gloria del concurso de este año había sido dada al Conservatorio de Madrid, pues habíase probado la excelencia de su escuela en el certamen universal que acababa de celebrarse», con lo cual quiso manifestar que parte de aquella gloria no le pertenecía á él, sino al profesor D. Víctor Mirecki, fundador de la escuela violonchelística madrileña.
Ruiz de Tejada, después de viajó por Alemania, Austria e Inglaterra, con el objeto de tomar lecciones de los célebres maestros Popper y Piatti. De vuelta en España desarrolló una importante carrera como solista y recibió la gran cruz de la Orden de Isabel la Católica.